# Vulcano Laziale

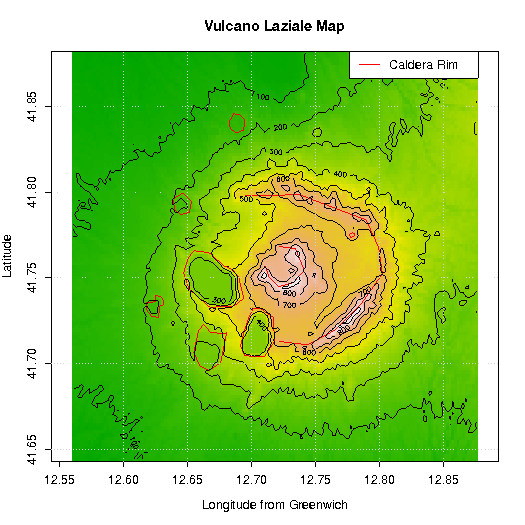
Mappa del vulcano laziale

Il Vulcano Laziale (in inglese Latium Volcano), detto anche Vulcano Albano, è la struttura geologica dei Colli Albani, l'attuale paesaggio del territorio dei Castelli Romani.

## Descrizione
Questo grande vulcano cominciò a formarsi accumulando i prodotti delle sue prime attività su un basamento più antico di sedimenti marini di rocce carbonatiche che formavano un'ampia pianura tra la costa ed i Monti Appennini.
Si stima che abbia eruttato circa 297 km³ di materiale vulcanico, il 90% del quale nella prima fase eruttiva.
Gli studi di Funiciello et al., 2002 sull'attività recente del cratere del Lago Albano, confermano che manifestazioni vulcaniche eruttive si sono verificate fino a circa 5000 anni fa, con esondazioni del lago e catastrofici lahar fino alla soglia del IV secolo a.C. Tali date sono però state messe in discussione da studi più recenti, che negano l'esistenza di eruzioni vulcaniche durante l'Olocene, e la natura vulcanica delle esondazioni del lago. Secondo tali studi, le ultime attività eruttive dei Colli Albani si sarebbero verificate circa 36.000 anni fa.
Attualmente, questa area vulcanica mantiene una discreta attività, costituita prevalentemente da emissioni gassose (anche altamente tossiche), deformazioni nel terreno e frequenti deboli scosse sismiche (raramente potenti e distruttive, come negli anni 1438, 1806, 1829, 1899, 1927), tanto da essere classificato come vulcano quiescente.
Il fatto che il vulcano sia quiescente ed abbia avuto fasi di riposo anche di 30-40000 anni fra una fase eruttiva ed un'altra, pone il problema su una possibile fase eruttiva futura, costituendo quindi un potenziale pericolo per tutti gli abitanti dei paesi dei Colli Albani e di Roma.

## Geologia
La storia geologica del Vulcano Laziale, intessuta di innumerevoli episodi presi singolarmente e nel loro complesso, può essere schematizzata in tre periodi o "fasi", così come vengono generalmente catalogate negli studi di settore.

### I fase, o "Tuscolano-Artemisio"
In questa prima fase si creò la struttura del vulcano, caratterizzata da imponenti esplosioni e colate piroclastiche e lave intercalate da lunghi periodi di calma e dalla formazione di accumuli dei primi prodotti vulcanici (tufi grigi granulari) sopra le argille, le sabbie, le ghiaie marine e continentali che formavano una prima ampia fascia pianeggiante compresa tra la costa e il piede dei rilievi appenninici. L'accumulo delle lave prodotte, che arrivarono fino alle future porte di Roma, e successivamente, di lapilli, scorie e ceneri (tufi inferiori: pozzolane, tufo lionato, tufo di Villa Senni) formò un grande cono largo alla base oltre 60 km.
Questa fase è suddivisa in quattro cicli intervallati da periodi di stasi con formazione di paleosuoli:
- Primo ciclo: Tufi pisolitici.
- Secondo ciclo: Pozzolane nere.
- Terzo ciclo: Pozzolane rosse.
- Quarto ciclo: Tufo lionato, Tufo di Villa Senni.

La prima fase termina intorno a 360.000 anni fa. Attualmente della sommità di quella caldera rimane un ampio recinto di rilievi collinari, che si estende dal Monte Tuscolo fino al Monte Artemisio a forma di ferro di cavallo (il recinto esterno o recinto Tuscolano-Artemisio), e supera di poco i 700 metri d'altezza arrivando, sul Monte Artemisio, a toccare i 939 metri col Monte Peschio.

### II fase, o "Delle Faete" o "dei Campi di Annibale"
In questa seconda fase 280.000 anni fa si formò un nuovo vulcano, più piccolo all'interno del precedente, l'apparato delle Faete, la cui sommità era formata da una vasta cavità circolare (caldera) larga 15 km e chiusa da alte pareti. Parallelamente a questa attività centrale si ebbe una notevole attività anche da bocche laterali, con trabocco di grandi colate di lava lungo delle fratture: sarebbe questa l'origine della zona settentrionale del Vulcano Laziale, notevolmente ribassata, che un tempo ospitava il "Pantano Borghese".
Dopo un periodo di relativa calma l'attività riprese, nuove lave si aprirono la strada verso la valle (colata di Capo di Bove) e si innalzarono coni di scorie lungo le faglie delle pareti della caldera dell'edificio Tuscolano-Artemisio (es. Monte Ceraso lato E) e Monte Cavo sulle pareti dell'edificio delle Faete. Terminata anche la seconda fase iniziò un periodo di quiete che culminò con il raffreddamento del camino centrale (260 000 anni fa) e la formazione di un vero e proprio "tappo" di materiale magmatico consolidato.

### III fase, o "Di via dei Laghi"
Si verifica tra i 200.000 ed i 19.000 anni fa o forse anche più di recente, ed è detta anche idromagmatica (dal greco hydros = acqua, e magma), perché vede l'incontro tra le acque sotterranee e il magma del Vulcano. Il magma incandescente sottostante dovette aprirsi nuove strade nei fianchi del cono incontrando però, prima di uscire all'aperto, a diverse centinaia di metri di profondità, delle falde acquifere. L'acqua della falda profonda (falda freatica) venendo a contatto con il magma in masse consistenti provocò la formazione di grosse quantità di composti volatili che trovando le vie di sfogo ostruite, crearono un potenziale esplosivo di inimmaginabili dimensioni. Quando si verifica che la pressione interna dei gas supera la resistenza meccanica delle rocce incassanti, avviene un'esplosione che le squarcia nel punto di maggiore debolezza. 
Così risalendo, da qualche chilometro di profondità, i gas, in prossimità della superficie, disgregano repentinamente le rocce lanciandone in aria brandelli misti a vapori. Il materiale lanciato in aria ricadde formando gli accumuli dei noti peperini. La distribuzione in superficie, stratigrafica, dei peperini indica che le esplosioni freatiche sono state numerose e violente nella fase finale dell'attività del vulcano. Tale fase di intensa attività può essere ricondotta al formarsi di una notevole frattura nel basamento carbonatico profondo, messa in evidenza dallo sprofondamento di tutto il settore sud-occidentale dell'apparato vulcanico lungo una linea orientata da Frascati a Velletri. A seguito di questa fase, il cono di Monte Cavo si spegne, occludendo il cratere preesistente, mentre i crateri minori vengono riempiti dalle acque. È il caso di Campovecchio tra Marino e Grottaferrata, del Lago Regillo presso Frascati, di Pantano Secco e di Prata Porci sotto Monte Porzio Catone, la Doganella sotto Rocca Priora, Vallericcia sotto Ariccia, e il Laghetto di Turno sotto Castel Gandolfo, oltre ai due famosi laghi che ancora oggi esistono: il Lago Albano e il Lago di Nemi. 
La maggior parte di questi bacini fu prosciugata dai Romani (è il caso di Vallericcia e del Lago Regillo), altri in epoca più recente (nel 1611 fu prosciugato il Laghetto di Turno), altri ancora sono spariti per cause naturali. Il Pantano della Doganella è famoso perché di tanto in tanto "riappare" e "scompare".

## Il Vulcano Laziale oggi
L'area del Vulcano Laziale, oggi Colli Albani, ha una forma circolare (partendo da Albano, i bordi dell'antico cratere vulcanico formano un enorme cerchio che passa per Castel Gandolfo, Marino, Grottaferrata, Rocca Priora, Velletri e Genzano di Roma). Appartiene in buona parte alla rinomata zona dei Castelli Romani e vi si trovano ancor oggi rocce e materiali da costruzione tipici di una zona vulcanica che si estendono fino ad Ardea, Pomezia e parte di Aprilia.
Ad esempio il tufo (specie nella zona di Rocca di Papa, dov'è la piana dei Campi d'Annibale che costituisce il cratere ormai estinto del Vulcano), il peperino (soprattutto tra Marino ed Albano), la pozzolana (in particolare nella zona che discende verso Roma) e colate laviche massive da cui si estraggono i sanpietrini in questo caso a composizione fonolitica. 
Inoltre la zona è famosa per i suoi vini D.O.C., tra i quali ricordiamo il Frascati, il Marino, il Lanuvio, il Velletri, benché coltivazioni vi siano anche a Grottaferrata e nel lato sud di Rocca di Papa. La bontà delle viti è dovuta proprio al tipo di suolo, vulcanico e ricco di sali minerali, che ha lasciato il Vulcano Laziale. È facile trovare sorgenti di acqua minerale nel cratere del vulcano, e sono note in particolare nella zona dei Pratoni del Vivaro, frazione di Rocca di Papa, dove il CONI ha stabilito la sede di un Centro Equestre di importanza nazionale.
L'intera zona è considerata a rischio sismico moderato.